# 네바다 스미스
네바다 스미스(Nevada Smith)는 미국에서 제작된 헨리 헤서웨이 감독의 1966년 영화이다. 스티브 맥퀸 등이 주연으로 출연하였고 헨리 헤서웨이 등이 제작에 참여하였다.

## 출연

### 주연
- 스티브 맥퀸
- 수잔 프레셔티

### 조연
- 라프 발로네
- 자넷 마골린
- 칼 말든
- 브라이언 키이스
- 아서 케네디

## 제작진
- 원작자: 해롤드 로빈스
- 미술: 헐 페레이라
- 미술: 알 루엘로프스